# Campeonato Europeo de Piragüismo en Eslalon de 2015
El XVI Campeonato Europeo de Piragüismo en Eslalon se celebró en Markkleeberg (Alemania) entre el 28 y el 31 de mayo de 2015 bajo la organización de la Asociación Europea de Piragüismo (ECA) y la Federación Alemana de Piragüismo.
Las competiciones se realizaron en el canal de piragüismo en eslalon Kanupark Markkleeberg, ubicado al lado del lago Markkleeberg.

## Medallistas

### Masculino
| Evento                 | Oro | Plata | Bronce |
| ---------------------- | --- | --- | --- |
| K1 individual (30.05)  | Boris Neveu Francia 90,80 pts.                                                                                              | Alexander Grimm · Alemania · 92,07 pts.                                                                              | Andrej Málek · Eslovaquia · 94,02 pts.                                                                                      |
| C1 individual (30.05)  | Benjamin Savšek Eslovenia 95,70                                                                                             | Sideris Tasiadis · Alemania · 98,15                                                                                  | Matej Beňuš · Eslovaquia · 100,18                                                                                           |
| C2 individual (31.05)  | Robert Behling · Thomas Becker · Alemania · 104,46                                                                          | Franz Anton · Jan Benzien · Alemania · 104,72                                                                        | David Florence Richard Hounslow Reino Unido 106,06                                                                          |
| K1 por equipos (30.05) | Sebastian Schubert · Hannes Aigner · Alexander Grimm · Alemania · 105,76                                                    | Richard Hounslow Joseph Clarke Bradley Forbes-Cryans Reino Unido 108,01                                              | Daniele Molmenti · Andrea Romeo · Giovanni De Gennaro · Italia · 109,81                                                     |
| C1 por equipos (30.05) | Michal Martikán · Alexander Slafkovský · Matej Beňuš · Eslovaquia · 115,03                                                  | Michal Jáně · Stanislav Ježek · Tomáš Rak · República Checa · 117,70                                                 | David Florence Ryan Westley Adam Burgess Reino Unido 119,24                                                                 |
| C2 por equipos (31.05) | Eslovaquia · Pavol Hochschorner / Peter Hochschorner · Ladislav Škantár / Peter Škantár · Tomáš Kučera / Ján Bátik · 131,24 | República Checa · Ondřej Karlovský / Jakub Jáně · Jonáš Kašpar / Marek Šindler · Tomáš Koplík / Jakub Vrzáň · 131,93 | Rusia · Dmitri Larionov / Mijail Kuznetsov · Maxim Obraztsov / Alexei Suslov · Alexandr Ovchinnikov / Alexei Popov · 140,46 |

### Femenino
| Evento                 | Oro                                                                           | Plata                                                                          | Bronce                                                            |
| ---------------------- | ----------------------------------------------------------------------------- | ------------------------------------------------------------------------------ | ----------------------------------------------------------------- |
| K1 individual (31.05)  | Maialen Chourraut · España · 108,09 pts.                                      | Ricarda Funk · Alemania · 108,52 pts.                                          | Kateřina Kudějová · República Checa · 109,30 pts.                 |
| C1 individual (30.05)  | Kimberley Woods Reino Unido 123,13                                            | Mallory Franklin Reino Unido 125,85                                            | Nuria Vilarrubla · España · 123,89                                |
| K1 por equipos (31.05) | Jana Dukátová · Kristína Nevařilová · Kristína Zárubová · Eslovaquia · 133,95 | Natalia Pacierpnik · Klaudia Zwolińska · Sara Ćwik · Polonia · 136,50          | Carole Bouzidi Marie-Zélia Lafont Émilie Fer Francia 141,90       |
| C1 por equipos (30.05) | Nuria Vilarrubla · Klara Olazabal · Annebel van der Knijff · España · 158,72  | Kateřina Hošková · Monika Jančová · Tereza Fišerová · República Checa · 160,41 | Kimberley Woods Mallory Franklin Eilidh Gibson Reino Unido 161,19 |

## Medallero
| Núm. | País            | Oro | Plata | Bronce | Total |
| ---- | --------------- | --- | ----- | ------ | ----- |
| 1    | Eslovaquia      | 3   | 0     | 2      | 5     |
| 2    | Alemania        | 2   | 4     | 0      | 6     |
| 3    | España          | 2   | 0     | 1      | 2     |
| 4    | Reino Unido     | 1   | 2     | 3      | 6     |
| 5    | Francia         | 1   | 0     | 1      | 2     |
| 6    | Eslovenia       | 1   | 0     | 0      | 1     |
| 7    | República Checa | 0   | 3     | 1      | 4     |
| 8    | Polonia         | 0   | 1     | 0      | 1     |
| 9    | Italia          | 0   | 0     | 1      | 1     |
| 9    | Rusia           | 0   | 0     | 1      | 1     |
|      | TOTAL           | 10  | 10    | 10     | 30    |